# 압축 응력
압축 응력은 물체의 면을 생각할 경우, 면을 양측에서 밀어붙이는 것과 같은 힘이 작용하고 있는 경우를 말한다. 물체의 면을 생각할 경우, 면을 양측에서 밀어붙이는 것과 같은 힘이 작용하고 있는 경우를 압축응력이라고 한다.